# Marózia

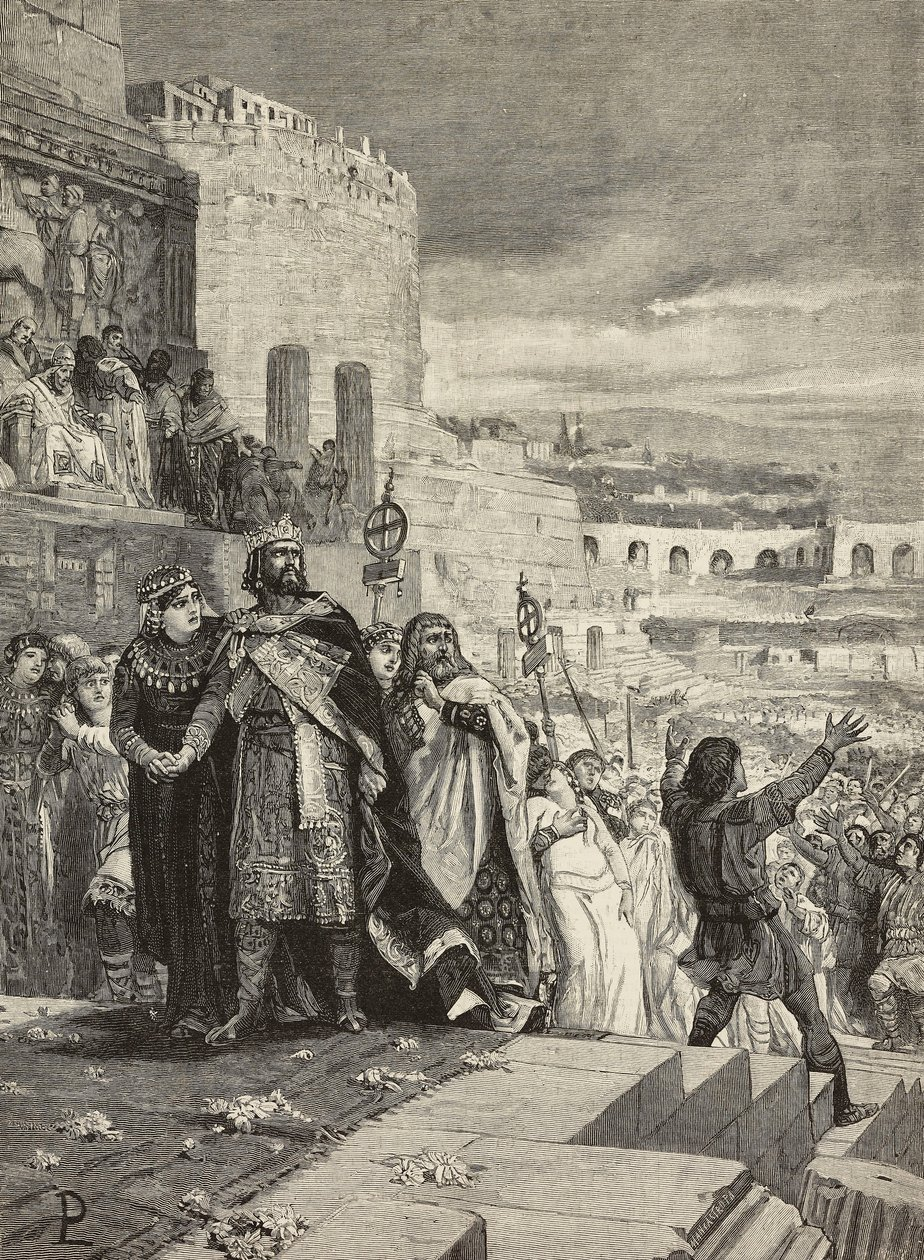
Gravura representando o casamento de Marózia e Hugo da Itália, de Francisco Bertolini, Historia de Roma.

Marózia ou Marósia (nascida Maria, também conhecida como Mariuccia ou Mariozza) (c. 890 – 26 de junho c. 936) foi uma nobre toscana, que teria tido uma decisiva influência na eleição dos Papa Leão VI, Estêvão VIII e João XI (de quem era mãe), assim como na morte de João X.
Foi a suposta amante do Papa Sérgio III e recebeu os inéditos títulos de senadora (senatrix) e patrícia (patricia) de Roma pelo Papa João X.

## Biografia
Marózia nasceu por volta de 890. Era a filha do cônsul romano Teofilato I, Conde de Túsculo e de Teodora, o poder real, em Roma, a quem Liuprando de Cremona caracterizou como uma "prostituta sem vergonha ... [que] exerce poder sobre os cidadãos romanos como um homem."
Com a idade de quinze anos, Marózia tornou-se amante do primo de Teofilato, o Papa Sérgio III, a quem conheceu quando ele era bispo de Portus. Os dois tiveram um filho, João (mais tarde Papa João XI). Isso, pelo menos, é a história encontrada em duas fontes contemporâneas, o Liber Pontificalis e o Antapodosis sive Res per Europam gestae (958–62), por Liuprando de Cremona (c. 920-72). Mas uma terceira fonte contemporânea, do cronista Flodoardo (c. 894-966), diz João XI era irmão de Alberico II, sendo este último filho de Marózia e seu marido Alberico I. Portanto, João também pode ter sido o filho de Marózia e Alberico I.
De qualquer forma, Marózia casou-se com Alberico I de Espoleto, em 909, e seu filho de Alberico II nasceu em 911 ou 912. Quando Alberico foi morto em Orte em 924, os proprietários de terras romanos obtiveram uma vitória completa sobre a burocracia tradicional representada pela cúria papal. Roma estava praticamente sob controle secular, o histórico ponto mais baixo do papado.
A fim de combater a influência do Papa João X (a quem o cronista Liuprando de Cremona alega ser outro de seus amantes), Marózia posteriormente se casou com seu opositor Guido da Toscânia, que amava a sua bela esposa, tanto quanto amava o poder. Juntos, eles atacaram Roma, capturaram o papa João X em Latrão, e prenderam-o no Castelo de Santo Ângelo. Ou Guido lhe tinha sufocado com um travesseiro em 928, ou ele simplesmente morreu, talvez por negligência ou maus-tratos. Marózia tomou o poder em Roma em um golpe de Estado. A seguir, os papas, Leão VI e Estevão VII, foram seus fantoches. Em 931, ela ainda conseguiu impor seu filho como pontífice, sob o nome de João XI. João tinha apenas vinte e um anos na época.
Quando seu marido morreu em 929, Marózia negociou o casamento com o meio-irmão de Guido, Hugo de Arles, que tinha sido eleito Rei da Itália. Hugo era casado, mas teve o casamento anulado e assim ambos poderiam se casar. Alberico II, filho de Marózia, liderou a oposição ao domínio de Marózia e Hugo. Após depô-los em 932, na cerimônia de casamento, Alberico II aprisionou sua mãe até a morte dela. Hugo fugiu da cidade.
Marózia morreu na prisão entre 932 e 937, provavelmente em 26 de junho de 936.

## Árvore genealógica
|                                                      |                                                      |                                                      |                                                      |                                                      |                                                      |  |  |                                        |                                        |                                        |                                        |                                        |                                        | Teofilato I, Conde de Túsculo 864–924 | Teofilato I, Conde de Túsculo 864–924 | Teofilato I, Conde de Túsculo 864–924 | Teofilato I, Conde de Túsculo 864–924 | Teofilato I, Conde de Túsculo 864–924 | Teofilato I, Conde de Túsculo 864–924 |                         |                         | Teodora | Teodora | Teodora                 | Teodora                 | Teodora                 | Teodora                 |                         |                         |                         |                         |         |         |         |         |         |         |                        |                        |                        |                        |                        |                        |                   |                   |                   |                   |                     |                     |                     |                     |                     |                     |  |  |
|                                                      |                                                      |                                                      |                                                      |                                                      |                                                      |  |  |                                        |                                        |                                        |                                        |                                        |                                        | Teofilato I, Conde de Túsculo 864–924 | Teofilato I, Conde de Túsculo 864–924 | Teofilato I, Conde de Túsculo 864–924 | Teofilato I, Conde de Túsculo 864–924 | Teofilato I, Conde de Túsculo 864–924 | Teofilato I, Conde de Túsculo 864–924 |                         |                         | Teodora | Teodora | Teodora                 | Teodora                 | Teodora                 | Teodora                 |                         |                         |                         |                         |         |         |         |         |         |         |                        |                        |                        |                        |                        |                        |                   |                   |                   |                   |                     |                     |                     |                     |                     |                     |  |  |
|                                                      |                                                      |                                                      |                                                      |                                                      |                                                      |  |  |                                        |                                        |                                        |                                        |                                        |                                        |                                       |                                       |                                       |                                       |                                       |                                       |                         |                         |         |         |                         |                         |                         |                         |                         |                         |                         |                         |         |         |         |         |         |         |                        |                        |                        |                        |                        |                        |                   |                   |                   |                   |                     |                     |                     |                     |                     |                     |  |  |
|                                                      |                                                      |                                                      |                                                      |                                                      |                                                      |  |  |                                        |                                        |                                        |                                        |                                        |                                        |                                       |                                       |                                       |                                       |                                       |                                       |                         |                         |         |         |                         |                         |                         |                         |                         |                         |                         |                         |         |         |         |         |         |         |                        |                        |                        |                        |                        |                        |                   |                   |                   |                   |                     |                     |                     |                     |                     |                     |  |  |
| Hugo da Itália 887-948 (também se casou com Marózia) | Hugo da Itália 887-948 (também se casou com Marózia) | Hugo da Itália 887-948 (também se casou com Marózia) | Hugo da Itália 887-948 (também se casou com Marózia) | Hugo da Itália 887-948 (também se casou com Marózia) | Hugo da Itália 887-948 (também se casou com Marózia) |  |  | Alberico I de Espoleto d. 925          | Alberico I de Espoleto d. 925          | Alberico I de Espoleto d. 925          | Alberico I de Espoleto d. 925          | Alberico I de Espoleto d. 925          | Alberico I de Espoleto d. 925          |                                       |                                       | Marózia 890–937                       | Marózia 890–937                       | Marózia 890–937                       | Marózia 890–937                       | Marózia 890–937         | Marózia 890–937         |         |         |                         |                         | Papa Sérgio III 904–911 | Papa Sérgio III 904–911 | Papa Sérgio III 904–911 | Papa Sérgio III 904–911 | Papa Sérgio III 904–911 | Papa Sérgio III 904–911 |         |         | Teodora | Teodora | Teodora | Teodora | Teodora                | Teodora                |                        |                        |                        |                        | Graciano (Cônsul) | Graciano (Cônsul) | Graciano (Cônsul) | Graciano (Cônsul) | Graciano (Cônsul)   | Graciano (Cônsul)   |                     |                     |                     |                     |  |  |
| Hugo da Itália 887-948 (também se casou com Marózia) | Hugo da Itália 887-948 (também se casou com Marózia) | Hugo da Itália 887-948 (também se casou com Marózia) | Hugo da Itália 887-948 (também se casou com Marózia) | Hugo da Itália 887-948 (também se casou com Marózia) | Hugo da Itália 887-948 (também se casou com Marózia) |  |  | Alberico I de Espoleto d. 925          | Alberico I de Espoleto d. 925          | Alberico I de Espoleto d. 925          | Alberico I de Espoleto d. 925          | Alberico I de Espoleto d. 925          | Alberico I de Espoleto d. 925          |                                       |                                       | Marózia 890–937                       | Marózia 890–937                       | Marózia 890–937                       | Marózia 890–937                       | Marózia 890–937         | Marózia 890–937         |         |         |                         |                         | Papa Sérgio III 904–911 | Papa Sérgio III 904–911 | Papa Sérgio III 904–911 | Papa Sérgio III 904–911 | Papa Sérgio III 904–911 | Papa Sérgio III 904–911 |         |         | Teodora | Teodora | Teodora | Teodora | Teodora                | Teodora                |                        |                        |                        |                        | Graciano (Cônsul) | Graciano (Cônsul) | Graciano (Cônsul) | Graciano (Cônsul) | Graciano (Cônsul)   | Graciano (Cônsul)   |                     |                     |                     |                     |  |  |
|                                                      |                                                      |                                                      |                                                      |                                                      |                                                      |  |  |                                        |                                        |                                        |                                        |                                        |                                        |                                       |                                       |                                       |                                       |                                       |                                       |                         |                         |         |         |                         |                         |                         |                         |                         |                         |                         |                         |         |         |         |         |         |         |                        |                        |                        |                        |                        |                        |                   |                   |                   |                   |                     |                     |                     |                     |                     |                     |  |  |
|                                                      |                                                      |                                                      |                                                      |                                                      |                                                      |  |  |                                        |                                        |                                        |                                        |                                        |                                        |                                       |                                       |                                       |                                       |                                       |                                       |                         |                         |         |         |                         |                         |                         |                         |                         |                         |                         |                         |         |         |         |         |         |         |                        |                        |                        |                        |                        |                        |                   |                   |                   |                   |                     |                     |                     |                     |                     |                     |  |  |
| Alda de Vienne                                       | Alda de Vienne                                       | Alda de Vienne                                       | Alda de Vienne                                       | Alda de Vienne                                       | Alda de Vienne                                       |  |  | Alberico II de Espoleto 905–954        | Alberico II de Espoleto 905–954        | Alberico II de Espoleto 905–954        | Alberico II de Espoleto 905–954        | Alberico II de Espoleto 905–954        | Alberico II de Espoleto 905–954        |                                       |                                       | Davi ou Deodato                       | Davi ou Deodato                       | Davi ou Deodato                       | Davi ou Deodato                       | Davi ou Deodato         | Davi ou Deodato         |         |         | Papa João XI 931–935    | Papa João XI 931–935    | Papa João XI 931–935    | Papa João XI 931–935    | Papa João XI 931–935    | Papa João XI 931–935    |                         |                         |         |         | Teodora | Teodora | Teodora | Teodora | Teodora                | Teodora                |                        |                        |                        |                        | João Crescêncio   | João Crescêncio   | João Crescêncio   | João Crescêncio   | João Crescêncio     | João Crescêncio     |                     |                     |                     |                     |  |  |
| Alda de Vienne                                       | Alda de Vienne                                       | Alda de Vienne                                       | Alda de Vienne                                       | Alda de Vienne                                       | Alda de Vienne                                       |  |  | Alberico II de Espoleto 905–954        | Alberico II de Espoleto 905–954        | Alberico II de Espoleto 905–954        | Alberico II de Espoleto 905–954        | Alberico II de Espoleto 905–954        | Alberico II de Espoleto 905–954        |                                       |                                       | Davi ou Deodato                       | Davi ou Deodato                       | Davi ou Deodato                       | Davi ou Deodato                       | Davi ou Deodato         | Davi ou Deodato         |         |         | Papa João XI 931–935    | Papa João XI 931–935    | Papa João XI 931–935    | Papa João XI 931–935    | Papa João XI 931–935    | Papa João XI 931–935    |                         |                         |         |         | Teodora | Teodora | Teodora | Teodora | Teodora                | Teodora                |                        |                        |                        |                        | João Crescêncio   | João Crescêncio   | João Crescêncio   | João Crescêncio   | João Crescêncio     | João Crescêncio     |                     |                     |                     |                     |  |  |
|                                                      |                                                      |                                                      |                                                      |                                                      |                                                      |  |  |                                        |                                        |                                        |                                        |                                        |                                        |                                       |                                       |                                       |                                       |                                       |                                       |                         |                         |         |         |                         |                         |                         |                         |                         |                         |                         |                         |         |         |         |         |         |         |                        |                        |                        |                        |                        |                        |                   |                   |                   |                   |                     |                     |                     |                     |                     |                     |  |  |
|                                                      |                                                      |                                                      |                                                      |                                                      |                                                      |  |  |                                        |                                        |                                        |                                        |                                        |                                        |                                       |                                       |                                       |                                       |                                       |                                       |                         |                         |         |         |                         |                         |                         |                         |                         |                         |                         |                         |         |         |         |         |         |         |                        |                        |                        |                        |                        |                        |                   |                   |                   |                   |                     |                     |                     |                     |                     |                     |  |  |
| Teofilato                                            | Teofilato                                            | Teofilato                                            | Teofilato                                            | Teofilato                                            | Teofilato                                            |  |  | Papa João XII 955–964                  | Papa João XII 955–964                  | Papa João XII 955–964                  | Papa João XII 955–964                  | Papa João XII 955–964                  | Papa João XII 955–964                  |                                       |                                       | Papa Bento VII 974-983                | Papa Bento VII 974-983                | Papa Bento VII 974-983                | Papa Bento VII 974-983                | Papa Bento VII 974-983  | Papa Bento VII 974-983  |         |         |                         |                         |                         |                         | Marózia                 | Marózia                 | Marózia                 | Marózia                 | Marózia | Marózia |         |         |         |         | Papa João XIII 965–972 | Papa João XIII 965–972 | Papa João XIII 965–972 | Papa João XIII 965–972 | Papa João XIII 965–972 | Papa João XIII 965–972 |                   |                   |                   |                   | Crescêncio, o Velho | Crescêncio, o Velho | Crescêncio, o Velho | Crescêncio, o Velho | Crescêncio, o Velho | Crescêncio, o Velho |  |  |
| Teofilato                                            | Teofilato                                            | Teofilato                                            | Teofilato                                            | Teofilato                                            | Teofilato                                            |  |  | Papa João XII 955–964                  | Papa João XII 955–964                  | Papa João XII 955–964                  | Papa João XII 955–964                  | Papa João XII 955–964                  | Papa João XII 955–964                  |                                       |                                       | Papa Bento VII 974-983                | Papa Bento VII 974-983                | Papa Bento VII 974-983                | Papa Bento VII 974-983                | Papa Bento VII 974-983  | Papa Bento VII 974-983  |         |         |                         |                         |                         |                         | Marózia                 | Marózia                 | Marózia                 | Marózia                 | Marózia | Marózia |         |         |         |         | Papa João XIII 965–972 | Papa João XIII 965–972 | Papa João XIII 965–972 | Papa João XIII 965–972 | Papa João XIII 965–972 | Papa João XIII 965–972 |                   |                   |                   |                   | Crescêncio, o Velho | Crescêncio, o Velho | Crescêncio, o Velho | Crescêncio, o Velho | Crescêncio, o Velho | Crescêncio, o Velho |  |  |
|                                                      |                                                      |                                                      |                                                      |                                                      |                                                      |  |  |                                        |                                        |                                        |                                        |                                        |                                        |                                       |                                       |                                       |                                       |                                       |                                       |                         |                         |         |         |                         |                         |                         |                         |                         |                         |                         |                         |         |         |         |         |         |         |                        |                        |                        |                        |                        |                        |                   |                   |                   |                   |                     |                     |                     |                     |                     |                     |  |  |
| Gregório I, conde de Túsculo                         |                                                      |                                                      |                                                      |                                                      |                                                      |  |  |                                        |                                        |                                        |                                        |                                        |                                        |                                       |                                       |                                       |                                       |                                       |                                       |                         |                         |         |         |                         |                         |                         |                         |                         |                         |                         |                         |         |         |         |         |         |         |                        |                        |                        |                        |                        |                        |                   |                   |                   |                   |                     |                     |                     |                     |                     |                     |  |  |
|                                                      |                                                      |                                                      |                                                      |                                                      |                                                      |  |  |                                        |                                        |                                        |                                        |                                        |                                        |                                       |                                       |                                       |                                       |                                       |                                       |                         |                         |         |         |                         |                         |                         |                         |                         |                         |                         |                         |         |         |         |         |         |         |                        |                        |                        |                        |                        |                        |                   |                   |                   |                   |                     |                     |                     |                     |                     |                     |  |  |
|                                                      |                                                      |                                                      |                                                      |                                                      |                                                      |  |  |                                        |                                        |                                        |                                        |                                        |                                        |                                       |                                       |                                       |                                       |                                       |                                       |                         |                         |         |         |                         |                         |                         |                         |                         |                         |                         |                         |         |         |         |         |         |         |                        |                        |                        |                        |                        |                        |                   |                   |                   |                   |                     |                     |                     |                     |                     |                     |  |  |
|                                                      |                                                      |                                                      |                                                      |                                                      |                                                      |  |  |                                        |                                        |                                        |                                        |                                        |                                        |                                       |                                       |                                       |                                       |                                       |                                       |                         |                         |         |         |                         |                         |                         |                         |                         |                         |                         |                         |         |         |         |         |         |         |                        |                        |                        |                        |                        |                        |                   |                   |                   |                   |                     |                     |                     |                     |                     |                     |  |  |
| Papa Bento VIII 1012–1024                            | Papa Bento VIII 1012–1024                            | Papa Bento VIII 1012–1024                            | Papa Bento VIII 1012–1024                            | Papa Bento VIII 1012–1024                            | Papa Bento VIII 1012–1024                            |  |  | Alberico III, conde de Túsculo d. 1044 | Alberico III, conde de Túsculo d. 1044 | Alberico III, conde de Túsculo d. 1044 | Alberico III, conde de Túsculo d. 1044 | Alberico III, conde de Túsculo d. 1044 | Alberico III, conde de Túsculo d. 1044 |                                       |                                       | Papa João XIX 1024–1032               | Papa João XIX 1024–1032               | Papa João XIX 1024–1032               | Papa João XIX 1024–1032               | Papa João XIX 1024–1032 | Papa João XIX 1024–1032 |         |         |                         |                         |                         |                         |                         |                         |                         |                         |         |         |         |         |         |         |                        |                        |                        |                        |                        |                        |                   |                   |                   |                   |                     |                     |                     |                     |                     |                     |  |  |
| Papa Bento VIII 1012–1024                            | Papa Bento VIII 1012–1024                            | Papa Bento VIII 1012–1024                            | Papa Bento VIII 1012–1024                            | Papa Bento VIII 1012–1024                            | Papa Bento VIII 1012–1024                            |  |  | Alberico III, conde de Túsculo d. 1044 | Alberico III, conde de Túsculo d. 1044 | Alberico III, conde de Túsculo d. 1044 | Alberico III, conde de Túsculo d. 1044 | Alberico III, conde de Túsculo d. 1044 | Alberico III, conde de Túsculo d. 1044 |                                       |                                       | Papa João XIX 1024–1032               | Papa João XIX 1024–1032               | Papa João XIX 1024–1032               | Papa João XIX 1024–1032               | Papa João XIX 1024–1032 | Papa João XIX 1024–1032 |         |         |                         |                         |                         |                         |                         |                         |                         |                         |         |         |         |         |         |         |                        |                        |                        |                        |                        |                        |                   |                   |                   |                   |                     |                     |                     |                     |                     |                     |  |  |
|                                                      |                                                      |                                                      |                                                      |                                                      |                                                      |  |  |                                        |                                        |                                        |                                        |                                        |                                        |                                       |                                       |                                       |                                       |                                       |                                       |                         |                         |         |         |                         |                         |                         |                         |                         |                         |                         |                         |         |         |         |         |         |         |                        |                        |                        |                        |                        |                        |                   |                   |                   |                   |                     |                     |                     |                     |                     |                     |  |  |
| Pedro, Duque dos Romanos                             | Pedro, Duque dos Romanos                             | Pedro, Duque dos Romanos                             | Pedro, Duque dos Romanos                             | Pedro, Duque dos Romanos                             | Pedro, Duque dos Romanos                             |  |  | Caio                                   | Caio                                   | Caio                                   | Caio                                   | Caio                                   | Caio                                   |                                       |                                       | Otaviano                              | Otaviano                              | Otaviano                              | Otaviano                              | Otaviano                | Otaviano                |         |         | Papa Bento IX 1032–1048 | Papa Bento IX 1032–1048 | Papa Bento IX 1032–1048 | Papa Bento IX 1032–1048 | Papa Bento IX 1032–1048 | Papa Bento IX 1032–1048 |                         |                         |         |         |         |         |         |         |                        |                        |                        |                        |                        |                        |                   |                   |                   |                   |                     |                     |                     |                     |                     |                     |  |  |